# Saint-Ouen (Somme)
Pour les articles homonymes, voir Saint-Ouen.
Saint-Ouen est une commune française située dans le département de la Somme en région Hauts-de-France.

## Géographie

### Localisation
Saint-Ouen est un village picard entre Ponthieu et Amiénois.
Limitrophe de Flixecourt, la localité est située à 4 km au sud de Domart-en-Ponthieu, 10 km au nord-est de Longpré-les-Corps-Saints, 20 km au nord-ouest d'Amiens et à 22 km au sud-est d'Abbeville à vol d'oiseau.
Le territoire de la communes est limitrophe de ceux de six communes.
Les communes limitrophes sont Berteaucourt-les-Dames, Bettencourt-Saint-Ouen, Flixecourt, Saint-Léger-lès-Domart, Vignacourt et Ville-le-Marclet.

### Hydrographie

#### Réseau hydrographique
La commune est située dans le bassin Artois-Picardie. Elle est drainée par la Nièvre.
La Nièvre, d'une longueur de 22 km, prend sa source dans la commune de Naours et se jette  dans la Somme canalisée à L'Étoile, après avoir traversé 13 communes. Les caractéristiques hydrologiques de la Nièvre sont données par la station hydrologique située sur la commune. Le débit moyen mensuel est de 2,07 m3/s. Le débit moyen journalier maximum est de 5,19 m3/s, atteint lors de la crue du 28 mai 2018. Le débit instantané maximal est quant à lui de 8,97 m3/s, atteint le même jour.

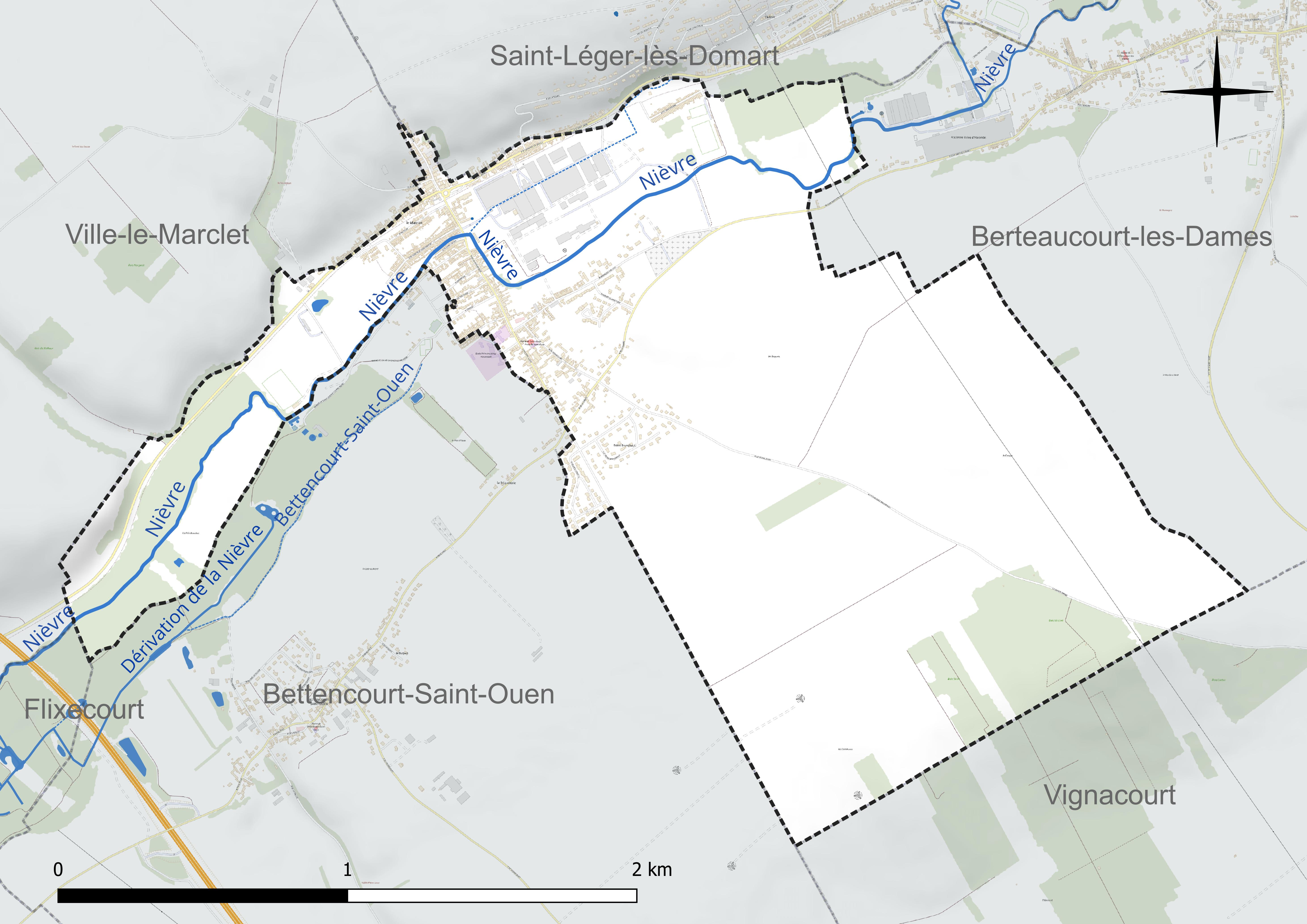
Réseau hydrographique de Saint-Ouen.

#### Gestion et qualité des eaux
Le territoire communal est couvert par le schéma d'aménagement et de gestion des eaux (SAGE) « Somme aval et Cours d'eau côtiers ». Ce document de planification concerne un territoire de 1 835 km2 de superficie, délimité par le bassin versant de la Somme canalisée. Le périmètre a été arrêté le 29 avril 2010 et le SAGE proprement dit a été approuvé le 6 août 2019. La structure porteuse de l'élaboration et de la mise en œuvre est le syndicat mixte d'aménagement hydraulique du bassin versant de la Somme (AMEVA).
La qualité des cours d'eau peut être consultée sur un site dédié géré par les agences de l'eau et l'Agence française pour la biodiversité.

### Climat
Pour des articles plus généraux, voir Climat des Hauts-de-France et Climat de la Somme.
En 2010, le climat de la commune est de type climat océanique altéré, selon une étude du CNRS s'appuyant sur une série de données couvrant la période 1971-2000. En 2020, Météo-France publie une typologie des climats de la France métropolitaine dans laquelle la commune est exposée à un climat océanique et est dans la région climatique Côtes de la Manche orientale, caractérisée par un faible ensoleillement (1 550 h/an) ; forte humidité de l'air (plus de 20 h/jour avec humidité relative > 80 % en hiver), vents forts fréquents.
Pour la période 1971-2000, la température annuelle moyenne est de 10,4 °C, avec une amplitude thermique annuelle de 13,4 °C. Le cumul annuel moyen de précipitations est de 738 mm, avec 11,8 jours de précipitations en janvier et 8,2 jours en juillet. Pour la période 1991-2020, la température moyenne annuelle observée sur la station météorologique la plus proche, située sur la commune de Bernaville à 11 km à vol d'oiseau, est de 10,4 °C et le cumul annuel moyen de précipitations est de 877,3 mm,. Pour l'avenir, les paramètres climatiques de la commune estimés pour 2050 selon différents scénarios d'émission de gaz à effet de serre sont consultables sur un site dédié publié par Météo-France en novembre 2022.

## Urbanisme

### Typologie
Au 1er janvier 2024, Saint-Ouen est catégorisée bourg rural, selon la nouvelle grille communale de densité à sept niveaux définie par l'Insee en 2022.
Elle appartient à l'unité urbaine de Saint-Léger-lès-Domart, une agglomération intra-départementale regroupant sept  communes, dont elle est ville-centre,,. Par ailleurs la commune fait partie de l'aire d'attraction d'Amiens, dont elle est une commune de la couronne,. Cette aire, qui regroupe 369 communes, est catégorisée dans les aires de 200 000 à moins de 700 000 habitants,.

### Occupation des sols
L'occupation des sols de la commune, telle qu'elle ressort de la base de données européenne d'occupation biophysique des sols Corine Land Cover (CLC), est marquée par l'importance des territoires agricoles (72 % en 2018), en diminution par rapport à 1990 (81,2 %). La répartition détaillée en 2018 est la suivante :
terres arables (63 %), zones urbanisées (17,6 %), forêts (10,5 %), prairies (5,4 %), zones agricoles hétérogènes (3,6 %). L'évolution de l'occupation des sols de la commune et de ses infrastructures peut être observée sur les différentes représentations cartographiques du territoire : la carte de Cassini (XVIIIe siècle), la carte d'état-major (1820-1866) et les cartes ou photos aériennes de l'IGN pour la période actuelle (1950 à aujourd'hui).

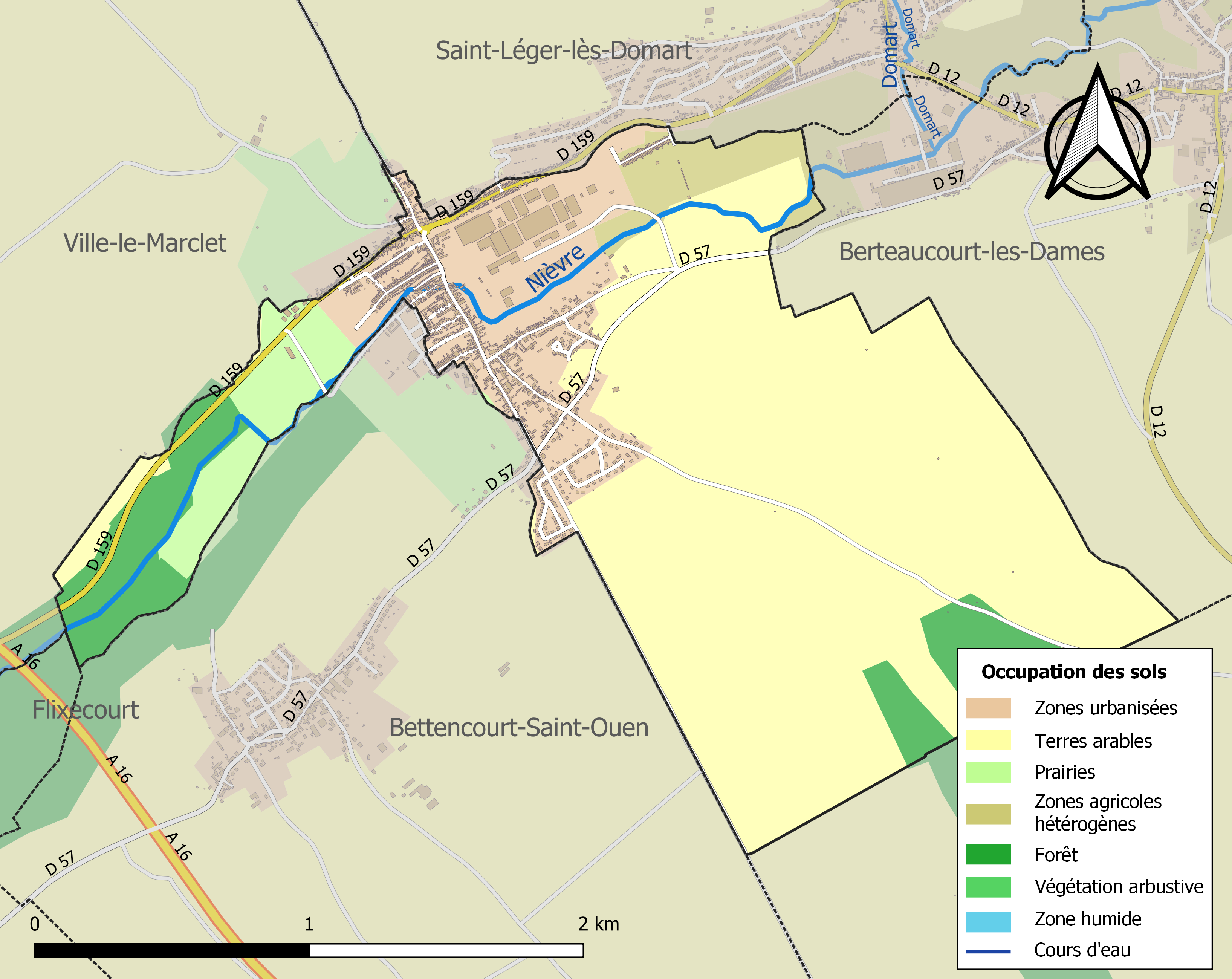
Carte des infrastructures et de l'occupation des sols de la commune en 2018 (CLC).

### Habitat et logement
En 2019, le nombre total de logements dans la commune était de 926, alors qu'il était de 913 en 2014 et de 911 en 2009.
Parmi ces logements, 83,9 % étaient des résidences principales, 1 % des résidences secondaires et 15,1 % des logements vacants. Ces logements étaient pour 96,6 % d'entre eux des maisons individuelles et pour 3,2 % des appartements.
Le tableau ci-dessous présente la typologie des logements à Saint-Ouen en 2019 en comparaison avec celle de la Somme et de la France entière. Une caractéristique marquante du parc de logements est ainsi une proportion de résidences secondaires et logements occasionnels (1 %) inférieure à celle du département (8,3 %) et à celle de la France entière (9,7 %). Concernant le statut d'occupation de ces logements, 65,9 % des habitants de la commune sont propriétaires de leur logement (65,4 % en 2014), contre 60,2 % pour la Somme et 57,5 pour la France entière.
| Typologie                                               | Saint-Ouen | Somme | France entière |
| ------------------------------------------------------- | ---------- | ----- | -------------- |
| Résidences principales (en %)                           | 83,9       | 83,2  | 82,1           |
| Résidences secondaires et logements occasionnels (en %) | 1          | 8,3   | 9,7            |
| Logements vacants (en %)                                | 15,1       | 8,5   | 8,2            |

### Voies de communication et transports
En 2019, la localité est desservie par la ligne d'autocars no 24 (Doullens - Domart-en-Ponthieu) et la ligne no 28 (Saint-Léger - Flixecourt - Amiens) du réseau inter-urbain Trans'80, Hauts-de-France, tous les jours sauf le dimanche et les jours fériés.

## Toponymie
On trouve plusieurs formes pour désigner Saint-Ouen, dans les textes anciens : Sanctus Audoemus (1150), Saintuyn (1301), Saint Ouyn (1314), Saint Yuin (1315), Sainthum (1507), Saint Auuyn (1592), Saint Win (1594), Saint-Ouin (1832), Saint-Ouen 1733, 1836). Le nom de la commune est lié à Ouen de Rouen qui vécut au VIIe siècle.

## Histoire

### Antiquité
Saint-Ouen est à l'époque gauloise inclus dans le pays des Ambiens. Après la conquête romaine, le territoire de l'actuelle commune est traversé par une voie romaine, la via Agrippa de l'Océan, franchissant la Nièvre à cet endroit.

### Moyen Âge
On a retrouvé des sépultures mérovingiennes sur le territoire de la commune vers Ville-Saint-Ouen.
En 1301, un pouillé dénombre 100 communiants dans la paroisse.
En 1322, Jean de Picquigny, seigneur de Saint-Ouen est homme-lige de l'évêque d'Amiens.

### Époque moderne
En 1507, sont rédigées les coutumes de Saint-Ouen, le chevalier Jean de Mailly étant seigneur du lieu.
En 1736, le seigneur de Saint-Ouen, Le Roy de Jumel et la communauté font reconstruire deux ponts.

## Politique et administration

### Liste des maires
| Période                                  | Période                         | Identité          | Étiquette         | Qualité                                                                  |
| ---------------------------------------- | ------------------------------- | ----------------- | ----------------- | ------------------------------------------------------------------------ |
| Les données manquantes sont à compléter. |                                 |                   |                   |                                                                          |
| Avant 1919                               | 1925                            | Irénée Malot      | SFIO              |                                                                          |
| 1925                                     | 1941                            | Léon Bacquet,     | PC-SFIC puis SFIO | Ouvrier du textile, publiciste ; militant syndicaliste et communiste     |
| février 1941                             | octobre 1944                    | Jules Marest      |                   |                                                                          |
| octobre 1944                             | mai 1945                        | Emile Hatron      |                   |                                                                          |
| mai 1945                                 | octobre 1947                    | Jean Martin       | MURF              | Médecin Conseiller général du canton de Domart-en-Ponthieu (1945 → 1959) |
| octobre 1947                             | 1950                            |                   |                   |                                                                          |
| 1950                                     | juillet 1959                    | Jean Martin       | PCF               | Médecin Conseiller général du canton de Domart-en-Ponthieu (1945 → 1959) |
| avant 1988                               |                                 | Guy Poirier       |                   |                                                                          |
| Les données manquantes sont à compléter. |                                 |                   |                   |                                                                          |
| mars 2001                                | mars 2014                       | Jean-Pierre Saint | SE                |                                                                          |
| mars 2014                                | mai 2020                        | Lyne Eletufe      |                   |                                                                          |
| mai 2020                                 | En cours (au 13 septembre 2022) | Sylvie De Almeida |                   | Médiathécaire à Berteaucourt                                             |

## Équipements et services publics

### Enseignement
L'école publique Alfred Manessier comporte 3 classes de maternelle et 8 classes élémentaires à la rentrée scolaire 2019.
Des activités périscolaires et une cantine complètent l'enseignement local.

## Population et société

### Démographie
L'évolution du nombre d'habitants est connue à travers les recensements de la population effectués dans la commune depuis 1793. Pour les communes de moins de 10 000 habitants, une enquête de recensement portant sur toute la population est réalisée tous les cinq ans, les populations de référence des années intermédiaires étant quant à elles estimées par interpolation ou extrapolation. Pour la commune, le premier recensement exhaustif entrant dans le cadre du nouveau dispositif a été réalisé en 2005.

En 2022, la commune comptait 1 775 habitants, en évolution de −7,07 % par rapport à 2016 (Somme : −1,26 %, France hors Mayotte : +2,11 %).
| 1793 | 1800 | 1806 | 1821 | 1831 | 1836 | 1841 | 1846 | 1851 |
| ---- | ---- | ---- | ---- | ---- | ---- | ---- | ---- | ---- |
| 418  | 393  | 544  | 518  | 567  | 611  | 624  | 651  | 696  |

| 1856 | 1861 | 1866  | 1872  | 1876  | 1881  | 1886  | 1891  | 1896  |
| ---- | ---- | ----- | ----- | ----- | ----- | ----- | ----- | ----- |
| 708  | 696  | 1 075 | 1 270 | 1 513 | 1 954 | 2 137 | 2 342 | 2 762 |

| 1901  | 1906  | 1911  | 1921  | 1926  | 1931  | 1936  | 1946  | 1954  |
| ----- | ----- | ----- | ----- | ----- | ----- | ----- | ----- | ----- |
| 2 821 | 3 402 | 3 283 | 2 745 | 2 763 | 2 522 | 2 538 | 2 465 | 2 351 |

| 1962  | 1968  | 1975  | 1982  | 1990  | 1999  | 2005  | 2006  | 2010  |
| ----- | ----- | ----- | ----- | ----- | ----- | ----- | ----- | ----- |
| 2 117 | 2 106 | 2 047 | 2 011 | 2 186 | 2 196 | 2 069 | 2 063 | 2 028 |

| 2015  | 2020  | 2022  | - | - | - | - | - | - |
| ----- | ----- | ----- | - | - | - | - | - | - |
| 1 915 | 1 788 | 1 775 | - | - | - | - | - | - |

## Culture locale et patrimoine

### Lieux et monuments
- Église Saint-Ouen : initialement du XVIIIe siècle, l'église, construite en pierre calcaire, a été profondément remaniée et agrandie dans le courant du XIXe siècle[31]. L'église conserve un ensemble de treize verrières représentant : le Sacré-Cœur, saint Jean-Baptiste, saint Antoine, saint Ouen, l'apparition de la Vierge à Bernadette Soubirous, l'apparition du Sacré-Coeur à Marguerite-Marie Alacoque, la communion solennelle, saint Michel, sainte Jeanne d'Arc, sainte Catherine d'Alexandrie, sainte Barbe, saint Pierre aux liens, patron des prisonniers, saint Marcel, saint Jacques, saint Eloi, saint Nicolas. Le maître-autel, l'ambon, les fonts baptismaux datent de la fin du XXe siècle.
- Monument aux morts.
- Ancien bains-douches datant de 1934.
- Ancienne voie romaine (Via Agrippa de l'Océan).
- Ancienne filature de jute : Jean-Baptiste Saint installa une filature de jute à Saint-Ouen, en 1863. Une corderie est créée en 1892. La filature est construite en brique avec toits en tuile flamande. On distingue trois ensembles bâtis :
  - un premier ensemble avec l'entrée nord avec grille, des pavillons symétriques à un étage carré, des ateliers de fabrication, une entrée ouest avec conciergerie, des entrepôts industriels à l'est ;
  - un deuxième ensemble de bâtiments en sheds ;
  - un troisième ensemble formé d'ateliers de fabrication en sheds avec des chaufferies en brique, des entrepôts industriels[32].
- Cité ouvrière Saint Frères : cité ouvrière construite de la fin du XIXe siècle au milieu du XXe siècle, composée de maisons individuelles en brique à étage de comble[33].

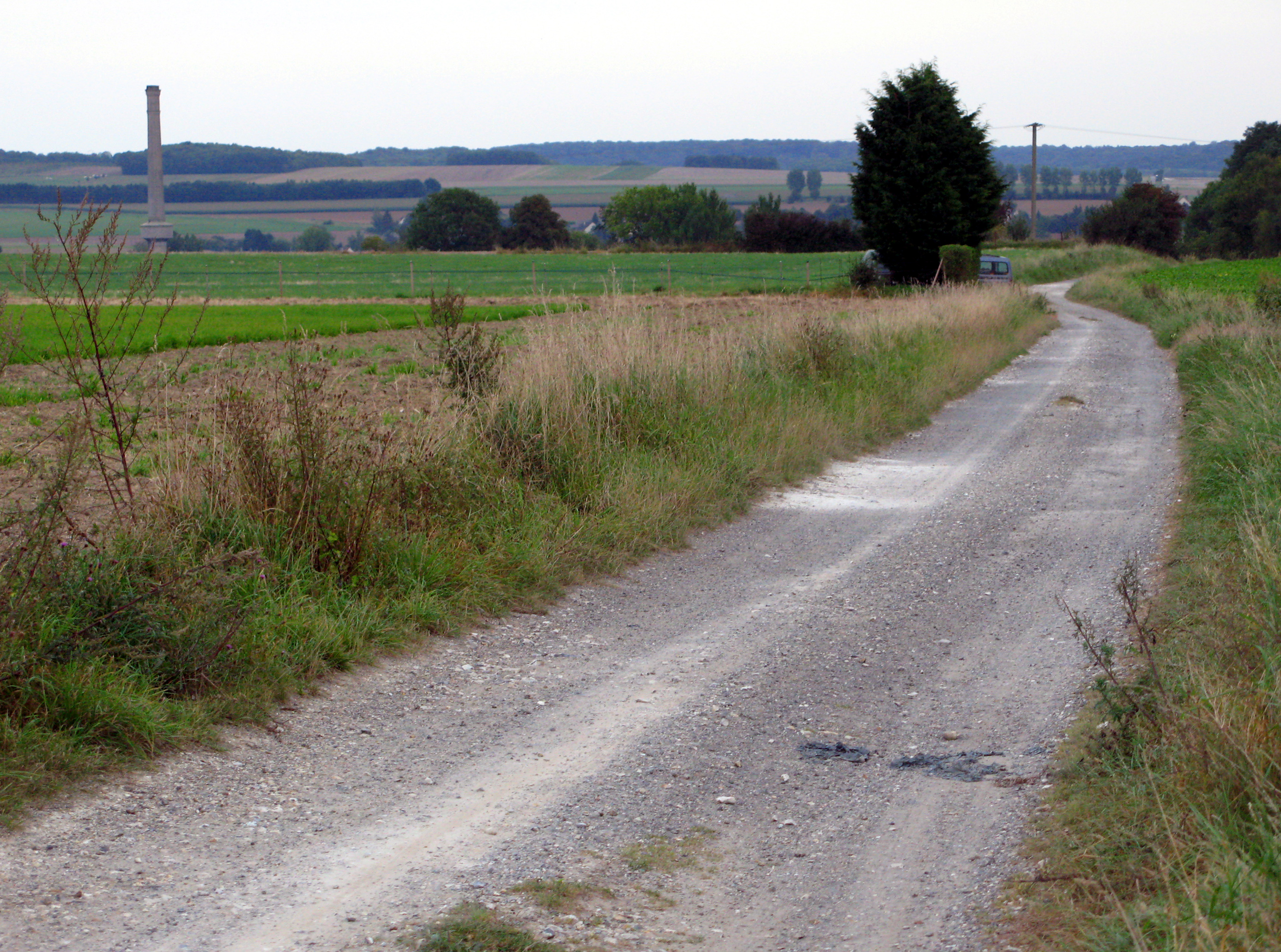
Vue de la vallée depuis l'ancienne voie romaine, la chaussée Brunehaut, descendant vers Saint-Ouen.
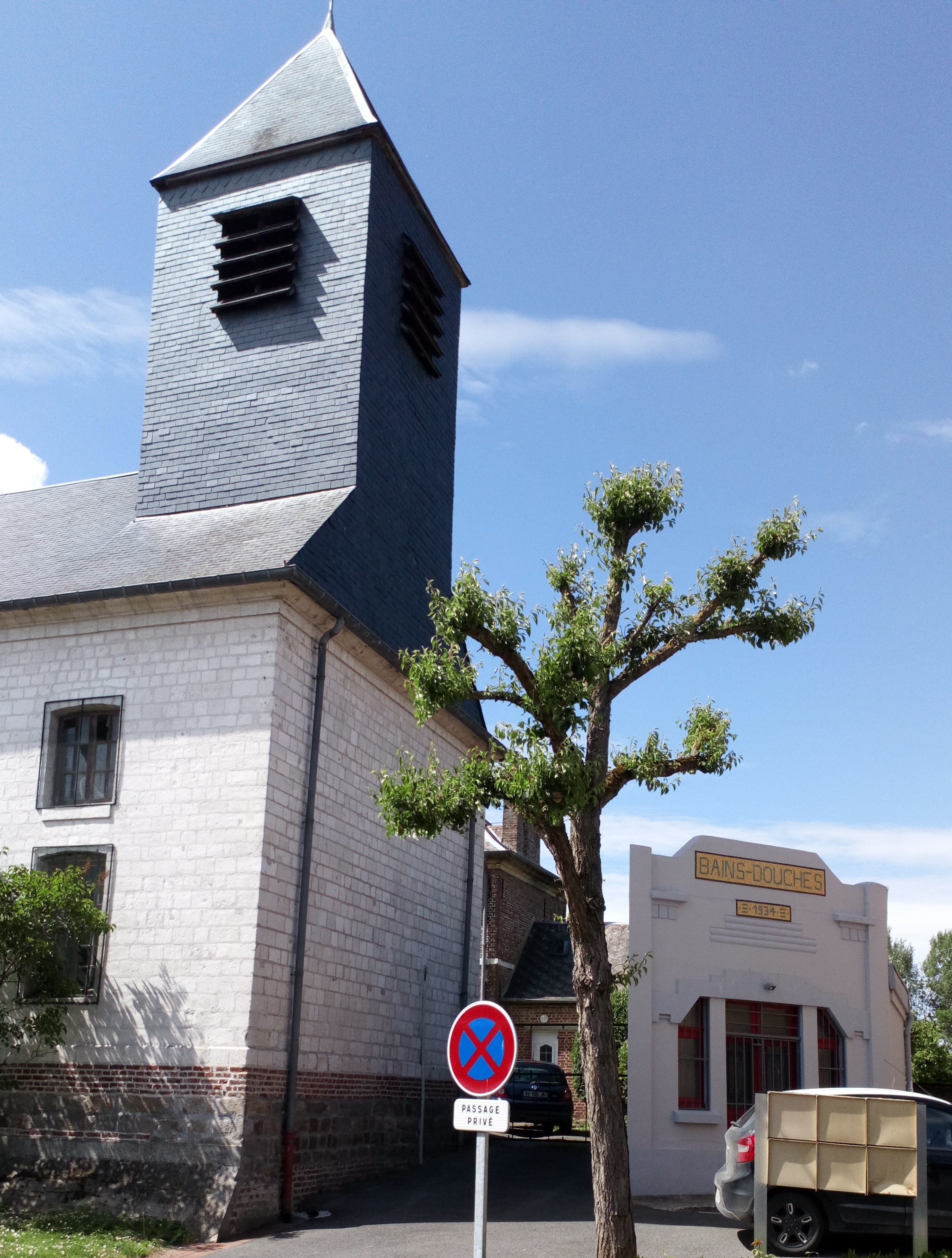
L'église.
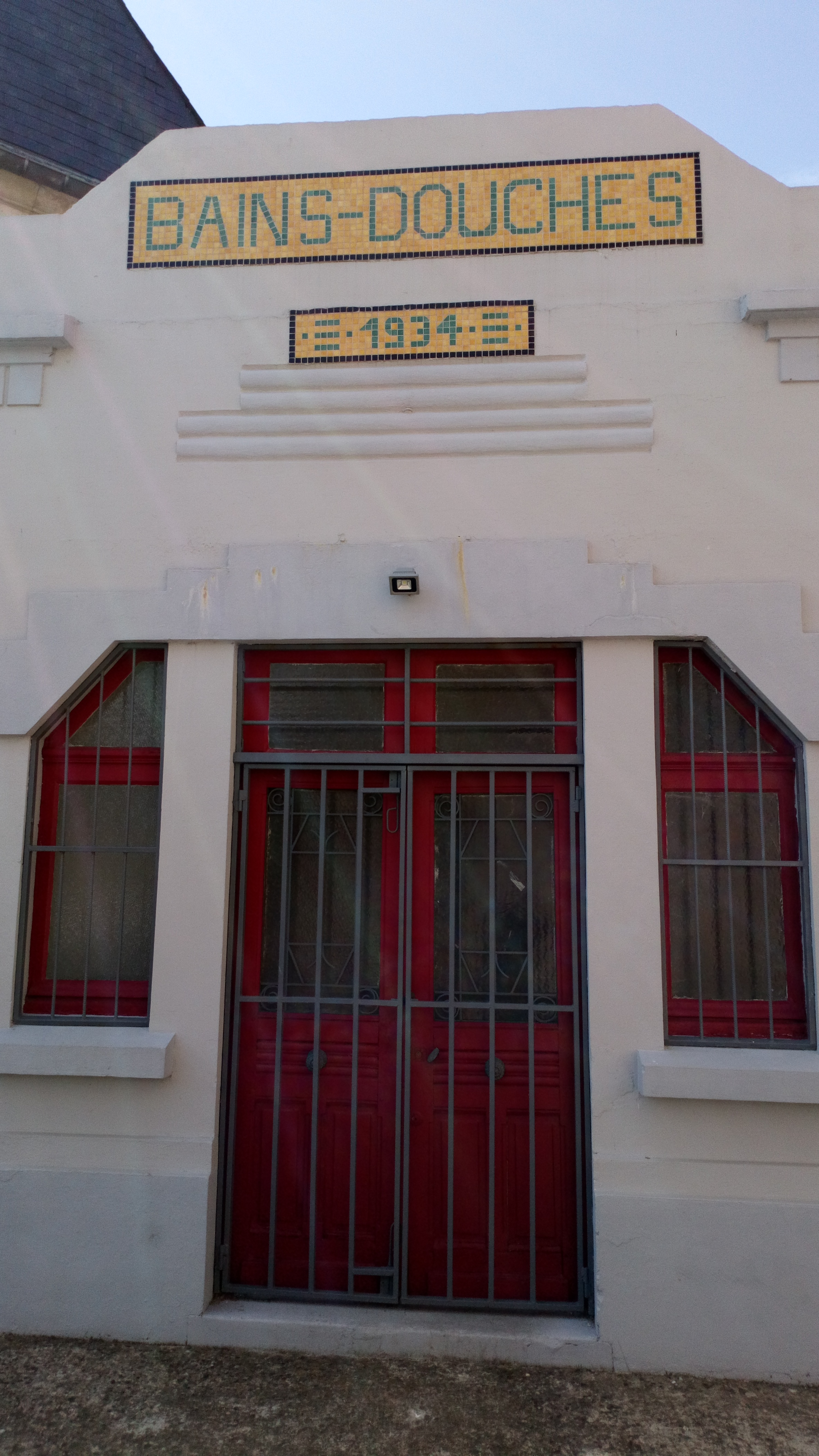
Bains-douches de 1934.

### Héraldique
| Blason de Saint-Ouen (Somme) | Blason  | D'azur au sautoir d'argent accompagné de quatre aiglettes du même. |
| Blason de Saint-Ouen (Somme) | Détails | La commune de Saint-Ouen a adopté ces armoiries à une date inconnue, avant 1971. Ce sont les armes de la famille de Saint-Ouen, famille noble de Normandie (Pays de Caux) vivant au XIVe siècle, sans lien apparemment avec Saint-Ouen en Picardie. Ce serait donc par confusion que la commune aurait adopté ce blason. Le statut officiel du blason reste à déterminer. |

### Personnalités liées à la commune
- Alfred Manessier (1911-1993), peintre non figuratif et créateur de vitraux, est né et enterré à Saint-Ouen. Le collège-lycée public de Flixecourt (Somme) ainsi que l'école publique de Saint-Ouen portent son nom.